# شهرستان سیونینگ (جیانگسو)
شهرستان سیونینگ (به انگلیسی: Suining County) یک شهرستان در چین است که در شوژو واقع شده‌است. شهرستان سیونینگ ۱٬۷۶۷ کیلومتر مربع مساحت و ۱٬۴۴۲٬۸۰۰ نفر جمعیت دارد.